# Mitteleschbach

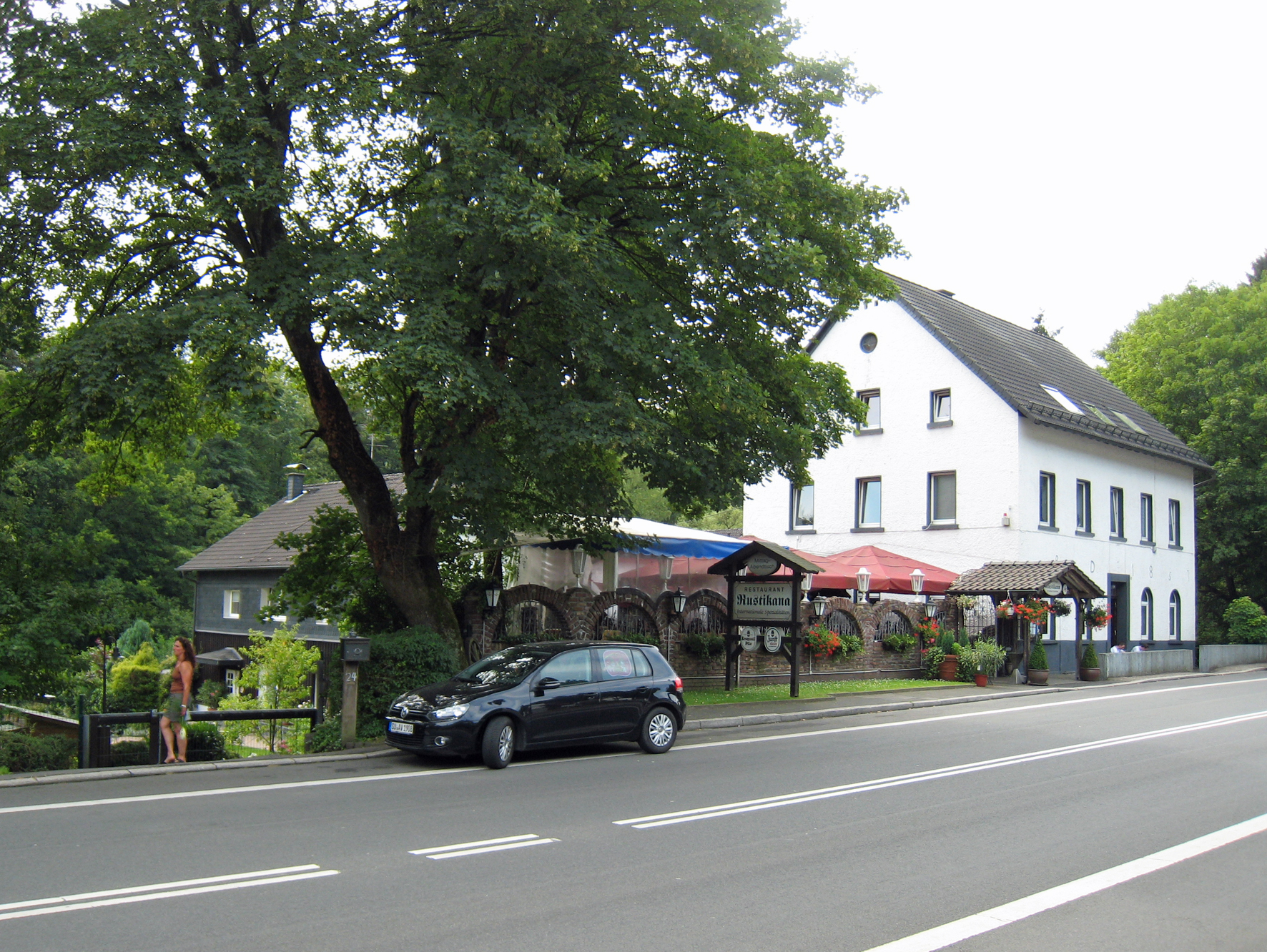
Mitteleschbach mit Gaststätte

Mitteleschbach ist ein Ortsteil im Stadtteil Moitzfeld von Bergisch Gladbach. Er liegt zwischen Obereschbach und Untereschbach an der ehemaligen Bundesstraße 55, die in den 1970er Jahren zwischen Refrath und Overath durch die Bundesautobahn 4 ersetzt wurde.

## Geschichte
Infolge frühneuzeitlicher Siedlungsexpansion teilte sich die ursprünglich im Hochmittelalter gegründete Siedlung Eschbach in Obereschbach, Mitteleschbach und Untereschbach. Der Siedlungsname bezieht sich auf den durch Mitteleschbach fließenden Eschbach, der sein Quellgebiet weiter nordöstlich in der Umgebung der Grube Weiß hat. Das Bestimmungswort Esch geht etymologisch zurück auf das althochdeutsche asch und meint die Baumart Esche.

## Bergbau
Nordöstlich von Obereschbach erstreckt sich das Betriebsgelände der Grube Weiß mit mehreren Klärteichen, die sich bis an die Straße, die nach Untereschbach führt, nach Südwesten ausdehnen. In der Nacht vom 15. auf den 16. August 1932 brach der Damm des unteren Klärteiches. An dieser Stelle befindet sich heute der Bauhof der Stadt Bergisch Gladbach. Eine verheerende Katastrophe bahnte sich um Mitternacht den Weg durch das Eschbachtal. Ein fürchterliches Grollen „wie Donner“ begleitete die Schlammmassen auf ihrem Weg das Tal hinab. Gebäude wurden beschädigt oder zerstört. Kühe, Schweine, Hühner und sonstige Haustiere erstickten in der Schlammflut. Wertvolles Acker- und Wiesenland wurde auf Jahrzehnte hinaus unbrauchbar gemacht, so dass die schlimmen Folgen bis heute sichtbar sind.